# Soltau
Soltau est une ville de Basse-Saxe, à moins de 100 km de Hambourg. Elle comptait en 2019 environ 21 250 habitants (les Soltauer).
En 1914, au cours de la Première Guerre mondiale, le plus grand camp de prisonniers de guerre d'Allemagne fut construit à Soltau.

## Histoire
| Appartenances historiques Principauté épiscopale de Verden 1304-1479 Principauté de Lunebourg 1479-1705 Électorat de Brunswick-Lunebourg 1705-1807 Royaume de Westphalie 1807-1813 Royaume de Hanovre 1814-1866 Royaume de Prusse (Province de Hanovre) 1866-1918 République de Weimar 1918-1933 Reich allemand 1933-1945 Allemagne occupée 1945-1949 Allemagne 1949-présent |

## Lieux et monuments
Le parc d'attractions Heide-Park.
Jadis il existait à Soltau un monument dédié aux déportés, prisonniers de l'armée allemande pendant la Première Guerre mondiale. Ce monument n'existe plus. Il y a toutefois, en un espace retiré de la bourgade, un important cimetière militaire, où l'on peut rencontrer bon nombre de tombes de soldats morts sur le front de l'Est.

### Camp de prisonniers
Soltau fut, durant la Première Guerre mondiale, un important lieu de détention, après avoir été un endroit de casernement pour l'armée impériale allemande.
Des Belges, des Anglais, des Français et des Russes y ont séjourné plus ou moins longtemps. Quelque 1 400 d'entre eux y sont morts de maladie et de mauvais traitements et reposent au cimetière des prisonniers.
Au plus fort de la guerre, ils étaient au nombre de 25 000. À cette époque les camps étaient plus de 400 sur le territoire de l'Empire allemand constitué, y compris la Pologne.
Hormis le cimetière, rien à Soltau ne témoigne plus, aujourd'hui, du passage d'une quelconque population carcérale dans la municipalité.

## Jumelages
La ville de Soltau est jumelée avec :
- Coldwater (États-Unis) depuis 1971 ;
- Laon (France) depuis 1997 ;
- Myślibórz (Pologne) depuis 1997.